# أليكس بورنس
أليكس بورنس (بالإنجليزية: Alex Burns)‏ (4 أغسطس 1973 في المملكة المتحدة - ) هو لاعب كرة قدم بريطاني في مركز الهجوم. لعب مع ريث روفرز ونادي بارتيك ثيسل ونادي بريتشين سيتي ونادي سانت ميرين ونادي ساوثيند يونايتد ونادي ماذرويل وهيراكليس ألميلو ونادي كلايد ونادي سترنرير ‏ ونادي ليفينغستون لكرة القدم.

## وصلات خارجية
- أليكس بورنس على موقع قاعدة بيانات كرة القدم.إي يو (الإنجليزية)
- أليكس بورنس على موقع Soccerbase.com (لاعب) (الإنجليزية)